# Eleanor Roosevelt
Anna Eleanor Roosevelt (ur. 11 października 1884 w Nowym Jorku, zm. 7 listopada 1962 tamże) – amerykańska działaczka na rzecz praw człowieka, dyplomatka i publicystka. Była żoną 32. prezydenta USA Franklina Delano Roosevelta, pierwsza dama.

## Życiorys
Anna Eleanor Roosevelt urodziła się 11 października 1884 roku w Nowym Jorku, jako córka Elliota Roosevelta i jego żony Anny Hall. Matka Eleanor zmarła w 1892 roku na dyfteryt. Ojciec (brat Theodore’a Roosevelta) był alkoholikiem i zmarł w 1894 roku. Osieroconą Eleanor i jej dwoma braćmi zaopiekowała się babcia, Valentine Hall. Wówczas przyszła pierwsza dama zaczęła uczęszczać na lekcje tańca, muzyki, jazdy konnej i literatury. W 1899 roku została wysłana do Londynu, gdzie uczyła się w szkole Allenswood Boarding Academy, której kierowniczka, Marie Souvestre ukształtowała jej późniejsze poglądy polityczne i religijne. Po trzech latach powróciła do Nowego Jorku.
Na jednym ze spotkań rodzinnych poznała swojego dalekiego krewnego, Franklina Delano Roosevelta, który był nią zainteresowany. W 1903 roku przyszły prezydent oświadczył się jej. Matka Roosevelta stanowczo sprzeciwiała się temu związkowi, więc wkrótce po zaręczynach wyjechała z synem na Karaiby. Natychmiast po powrocie młodzi odnowili znajomość i ustalili datę ślubu. Uroczystość odbyła się 17 marca 1905 roku. Kilka miesięcy później wyjechali w podróż poślubną do Europy.
W tym okresie Eleanor nie popierała praw kobiet i była zdumiona, że jej mąż miał odmienne zdanie. W 1910 roku Franklin został senatorem stanu Nowy Jork i Rooseveltowie przenieśli się do Albany. Z czasem wzrosło jej zainteresowanie polityką – brała udział w sesjach Senatu stanowego czy konwencjach Partii Demokratycznej. W 1913 r. Rooseveltowie zamieszkali w Waszyngtonie. Podczas I wojny światowej Eleanor działała na rzecz Czerwonego Krzyża, organizowała akcje oszczędzania żywności i szyła odzież dla żołnierzy. Po zakończeniu wojny uczestniczyła w konferencji paryskiej, następnie działała na rzecz weteranów wojennych. Wzmogła się wówczas także jej działalność na rzecz praw kobiet; w 1919 roku wzięła m.in. udział w Międzynarodowym Kongresie Robotnic, który miał na celu zachęcić kobiety do pracy w przemyśle. Działała także na rzecz aktywizacji wyborczej kobiet.
Gdy w 1921 roku jej mąż zachorował na chorobę Heinego-Medina, Eleanor nalegała, by nie rezygnował z kariery politycznej, i zdobywała poparcie dla niego poprzez wygłaszanie przemówień i zapraszanie polityków. W latach 20. otworzyła fabrykę mebli, w której zatrudniała osoby z obszarów wiejskich, a także została wicedyrektorką szkoły Todhunter School. W 1928 roku ponownie przeprowadziła się do Albany, gdzie jej mąż objął funkcję gubernatora stanu Nowy Jork.
Po zwycięskich wyborach prezydenckich w 1932 roku, Rooseveltowie wprowadzili się do Białego Domu. Nowa pierwsza dama często wizytowała zakłady pracy, sierocińce i slumsy, przez co była ostro atakowana przez skrajnych konserwatystów, rasistów i tradycjonalistów. Bardzo aktywnie popierała także przestrzegania praw Afroamerykanów. Jako pierwsza dama odwiedzała dzielnice zamieszkane przez czarnoskórych obywateli, sprzeciwiała się podatkowi wyborczemu i popierała ustawę zakazującą linczu. Z powodu tego poparcia Afroamerykanie, standardowo głosujący na Partię Republikańską, zaczęli wspierać demokratów. Gdy konserwatywna organizacja Córy Rewolucji Amerykańskiej odmówiła zaproszenia czarnoskórej śpiewaczki Marian Anderson, pierwsza dama wystąpiła z jej szeregów.
Od 1934 roku zaczęła pisać felietony do Woman’s Home Companion, a od 1945 pisała komentarze „My Day”, które potem udostępniano w audycjach radiowych i prasie. Dochody z działalności publicystycznej w całości przekazywała na cele charytatywne. Ponadto publikowała cykl „If you ask me” w Ladies’ Home Journal a następnie w McCall’s.
Ponieważ nie korzystała z ochrony osobistej, nakłaniano ją, by nosiła przy sobie broń. Po długich namowach, zgodziła się pójść na strzelnicę FBI, gdzie miała nauczyć się strzelać. Ponieważ jej się to nie udało, obsługi broni palnej nauczył ją ochroniarz prezydenta, Earl Miller. Była także pierwszą pierwszą damą, która regularnie, co tydzień, organizowała konferencje prasowe. Prezydent początkowo sceptycznie odnosił się do tego zwyczaju, jednak został przekonany przez współpracowników, że może być to dla niego korzystne.
W 1940 roku Eleanor odradzała mężowi kandydowanie po raz trzeci na prezydenta, jednak wybuch II wojny światowej zmienił jej nastawienie – osobiście pojechała na konwencję do Chicago, by agitować na rzecz prezydenta. Po trzecim z rzędu zwycięstwie Roosevelta pierwsza dama została zastępcą dyrektora Urzędu Obrony Cywilnej. Jej zadaniem była budowa szpitali, schronów, domów i ośrodków rekreacyjnych. Z powodu ostrej krytyki konserwatystów pierwsza dama ustąpiła ze stanowiska, a wkrótce potem urząd rozwiązano. Mimo to nadal włączała się w akcje na rzecz zniesienia dyskryminacji rasowej i wizytowała bazy wojskowe, m.in. na Karaibach i Ameryce Środkowej. Gdy zbliżał się koniec wojny, popierała męża w sprawie ustaleń konferencji jałtańskiej.
12 kwietnia 1945 roku zmarł Franklin Delano Roosevelt, przebywając w towarzystwie dawnej konkubiny Lucy Mercer Rutherford. Pierwsza dama dowiedziała się, że Mercer bywała w Białym Domu na zaproszenie córki Rooseveltów, Anny. Od tego czasu stosunki pomiędzy Eleanor i Anną były napięte.
Po śmierci męża Eleanor jeszcze bardziej włączyła się w działalność społeczną. Z rekomendacji Harry’ego Trumana zasiadała w Organizacji Narodów Zjednoczonych, gdzie została przewodniczącą Komisji Praw Człowieka. Wniosła walny wkład w opracowanie Deklaracji Praw Człowieka. W 1953 ustąpiła z komisji, wobec zwycięstwa prezydenckiego Eisenhowera. Po ośmiu latach powróciła do ONZ, z rekomendacji Johna F. Kennedy’ego. Działała także w NAACP oraz w Americans for Democratic Action. Odbyła też wiele podróży po świecie, wizytując m.in. ZSRR, gdzie rozmawiała z Nikitą Chruszczowem.
W ostatnich latach życia zachorowała na białaczkę. Zmarła 7 listopada 1962 roku.

## Życie prywatne
Eleanor Roosevelt wyszła za mąż za Franklina Delano Roosevelta 17 marca 1905 roku w Nowym Jorku. Mieli jedną córkę: Annę (ur. 1906) i pięciu synów: Jamesa (ur. 1907), Franklina (ur. 1909), Elliotta (ur. 1910), Franklina Delano (ur. 1914) i Johna Aspinwalla (ur. 1916).
W 1918 roku nastąpił kryzys małżeński Rooseveltów, kiedy Eleanor odkryła romans Franklina z sekretarką Lucy Mercer. Małżonkowie rozważali rozwód, jednak odstąpili od tego zamiaru z uwagi na dobro dzieci. Zdaniem biografów Rooseveltów nastąpił wówczas rozkład pożycia małżeńskiego.
W 1978 roku ujawniona została korespondencja pomiędzy Eleanor Roosevelt a dziennikarką Loreną Hickock. Treść listów wskazuje, że pierwsza dama była osobą biseksualną i że łączyły ją intymne kontakty z Hickock.
|                                 |                                 |                                 |                                 |                                 |                                 |  |  |                                    |                                    |                                    |                                    |                                    |                                    |                                    |                                    | Nicholas Roosevelt (1658–1742)     |                                    |                               |                               |                               |                               |  |  |                                           |                                           |                                           |                                           |                                           |                                           |  |  |                             |                             |                             |                             |                             |                             |  |  |  |  |  |  |  |  |  |  |  |  |  |  |  |  |  |  |  |  |  |  |
|                                 |                                 |                                 |                                 |                                 |                                 |  |  |                                    |                                    |                                    |                                    |                                    |                                    |                                    |                                    |                                    |                                    |                               |                               |                               |                               |  |  |                                           |                                           |                                           |                                           |                                           |                                           |  |  |                             |                             |                             |                             |                             |                             |  |  |  |  |  |  |  |  |  |  |  |  |  |  |  |  |  |  |  |  |  |  |
|                                 |                                 |                                 |                                 |                                 |                                 |  |  |                                    |                                    |                                    |                                    |                                    |                                    |                                    |                                    |                                    |                                    |                               |                               |                               |                               |  |  |                                           |                                           |                                           |                                           |                                           |                                           |  |  |                             |                             |                             |                             |                             |                             |  |  |  |  |  |  |  |  |  |  |  |  |  |  |  |  |  |  |  |  |  |  |
|                                 |                                 |                                 |                                 |                                 |                                 |  |  | John Roosevelt (1689–1750)         | John Roosevelt (1689–1750)         | John Roosevelt (1689–1750)         | John Roosevelt (1689–1750)         | John Roosevelt (1689–1750)         | John Roosevelt (1689–1750)         |                                    |                                    |                                    |                                    |                               |                               |                               |                               |  |  | Jacobus Roosevelt (1692–1776)             | Jacobus Roosevelt (1692–1776)             | Jacobus Roosevelt (1692–1776)             | Jacobus Roosevelt (1692–1776)             | Jacobus Roosevelt (1692–1776)             | Jacobus Roosevelt (1692–1776)             |  |  |                             |                             |                             |                             |                             |                             |  |  |  |  |  |  |  |  |  |  |  |  |  |  |  |  |  |  |  |  |  |  |
|                                 |                                 |                                 |                                 |                                 |                                 |  |  | John Roosevelt (1689–1750)         | John Roosevelt (1689–1750)         | John Roosevelt (1689–1750)         | John Roosevelt (1689–1750)         | John Roosevelt (1689–1750)         | John Roosevelt (1689–1750)         |                                    |                                    |                                    |                                    |                               |                               |                               |                               |  |  | Jacobus Roosevelt (1692–1776)             | Jacobus Roosevelt (1692–1776)             | Jacobus Roosevelt (1692–1776)             | Jacobus Roosevelt (1692–1776)             | Jacobus Roosevelt (1692–1776)             | Jacobus Roosevelt (1692–1776)             |  |  |                             |                             |                             |                             |                             |                             |  |  |  |  |  |  |  |  |  |  |  |  |  |  |  |  |  |  |  |  |  |  |
|                                 |                                 |                                 |                                 |                                 |                                 |  |  | Jacobus Roosevelt (1724–1777)      | Jacobus Roosevelt (1724–1777)      | Jacobus Roosevelt (1724–1777)      | Jacobus Roosevelt (1724–1777)      | Jacobus Roosevelt (1724–1777)      | Jacobus Roosevelt (1724–1777)      |                                    |                                    |                                    |                                    |                               |                               |                               |                               |  |  | Isaac Roosevelt (1726–1794)               | Isaac Roosevelt (1726–1794)               | Isaac Roosevelt (1726–1794)               | Isaac Roosevelt (1726–1794)               | Isaac Roosevelt (1726–1794)               | Isaac Roosevelt (1726–1794)               |  |  |                             |                             |                             |                             |                             |                             |  |  |  |  |  |  |  |  |  |  |  |  |  |  |  |  |  |  |  |  |  |  |
|                                 |                                 |                                 |                                 |                                 |                                 |  |  | Jacobus Roosevelt (1724–1777)      | Jacobus Roosevelt (1724–1777)      | Jacobus Roosevelt (1724–1777)      | Jacobus Roosevelt (1724–1777)      | Jacobus Roosevelt (1724–1777)      | Jacobus Roosevelt (1724–1777)      |                                    |                                    |                                    |                                    |                               |                               |                               |                               |  |  | Isaac Roosevelt (1726–1794)               | Isaac Roosevelt (1726–1794)               | Isaac Roosevelt (1726–1794)               | Isaac Roosevelt (1726–1794)               | Isaac Roosevelt (1726–1794)               | Isaac Roosevelt (1726–1794)               |  |  |                             |                             |                             |                             |                             |                             |  |  |  |  |  |  |  |  |  |  |  |  |  |  |  |  |  |  |  |  |  |  |
|                                 |                                 |                                 |                                 |                                 |                                 |  |  | James Roosevelt (1759–1840)        | James Roosevelt (1759–1840)        | James Roosevelt (1759–1840)        | James Roosevelt (1759–1840)        | James Roosevelt (1759–1840)        | James Roosevelt (1759–1840)        |                                    |                                    |                                    |                                    |                               |                               |                               |                               |  |  | James Roosevelt (1760–1847)               | James Roosevelt (1760–1847)               | James Roosevelt (1760–1847)               | James Roosevelt (1760–1847)               | James Roosevelt (1760–1847)               | James Roosevelt (1760–1847)               |  |  |                             |                             |                             |                             |                             |                             |  |  |  |  |  |  |  |  |  |  |  |  |  |  |  |  |  |  |  |  |  |  |
|                                 |                                 |                                 |                                 |                                 |                                 |  |  | James Roosevelt (1759–1840)        | James Roosevelt (1759–1840)        | James Roosevelt (1759–1840)        | James Roosevelt (1759–1840)        | James Roosevelt (1759–1840)        | James Roosevelt (1759–1840)        |                                    |                                    |                                    |                                    |                               |                               |                               |                               |  |  | James Roosevelt (1760–1847)               | James Roosevelt (1760–1847)               | James Roosevelt (1760–1847)               | James Roosevelt (1760–1847)               | James Roosevelt (1760–1847)               | James Roosevelt (1760–1847)               |  |  |                             |                             |                             |                             |                             |                             |  |  |  |  |  |  |  |  |  |  |  |  |  |  |  |  |  |  |  |  |  |  |
|                                 |                                 |                                 |                                 |                                 |                                 |  |  |                                    |                                    |                                    |                                    |                                    |                                    |                                    |                                    |                                    |                                    |                               |                               |                               |                               |  |  |                                           |                                           |                                           |                                           |                                           |                                           |  |  |                             |                             |                             |                             |                             |                             |  |  |  |  |  |  |  |  |  |  |  |  |  |  |  |  |  |  |  |  |  |  |
| James I. Roosevelt (1795–1875)  | James I. Roosevelt (1795–1875)  | James I. Roosevelt (1795–1875)  | James I. Roosevelt (1795–1875)  | James I. Roosevelt (1795–1875)  | James I. Roosevelt (1795–1875)  |  |  | Cornelius Roosevelt (1794–1871)    | Cornelius Roosevelt (1794–1871)    | Cornelius Roosevelt (1794–1871)    | Cornelius Roosevelt (1794–1871)    | Cornelius Roosevelt (1794–1871)    | Cornelius Roosevelt (1794–1871)    |                                    |                                    |                                    |                                    |                               |                               |                               |                               |  |  | Isaac Roosevelt (1790–1863)               | Isaac Roosevelt (1790–1863)               | Isaac Roosevelt (1790–1863)               | Isaac Roosevelt (1790–1863)               | Isaac Roosevelt (1790–1863)               | Isaac Roosevelt (1790–1863)               |  |  |                             |                             |                             |                             |                             |                             |  |  |  |  |  |  |  |  |  |  |  |  |  |  |  |  |  |  |  |  |  |  |
| James I. Roosevelt (1795–1875)  | James I. Roosevelt (1795–1875)  | James I. Roosevelt (1795–1875)  | James I. Roosevelt (1795–1875)  | James I. Roosevelt (1795–1875)  | James I. Roosevelt (1795–1875)  |  |  | Cornelius Roosevelt (1794–1871)    | Cornelius Roosevelt (1794–1871)    | Cornelius Roosevelt (1794–1871)    | Cornelius Roosevelt (1794–1871)    | Cornelius Roosevelt (1794–1871)    | Cornelius Roosevelt (1794–1871)    |                                    |                                    |                                    |                                    |                               |                               |                               |                               |  |  | Isaac Roosevelt (1790–1863)               | Isaac Roosevelt (1790–1863)               | Isaac Roosevelt (1790–1863)               | Isaac Roosevelt (1790–1863)               | Isaac Roosevelt (1790–1863)               | Isaac Roosevelt (1790–1863)               |  |  |                             |                             |                             |                             |                             |                             |  |  |  |  |  |  |  |  |  |  |  |  |  |  |  |  |  |  |  |  |  |  |
|                                 |                                 |                                 |                                 |                                 |                                 |  |  |                                    |                                    |                                    |                                    |                                    |                                    |                                    |                                    |                                    |                                    |                               |                               |                               |                               |  |  |                                           |                                           |                                           |                                           |                                           |                                           |  |  |                             |                             |                             |                             |                             |                             |  |  |  |  |  |  |  |  |  |  |  |  |  |  |  |  |  |  |  |  |  |  |
| Robert Roosevelt (1829–1906)    | Robert Roosevelt (1829–1906)    | Robert Roosevelt (1829–1906)    | Robert Roosevelt (1829–1906)    | Robert Roosevelt (1829–1906)    | Robert Roosevelt (1829–1906)    |  |  |                                    |                                    |                                    |                                    | Theodore Roosevelt Sr. (1831–1878) | Theodore Roosevelt Sr. (1831–1878) | Theodore Roosevelt Sr. (1831–1878) | Theodore Roosevelt Sr. (1831–1878) | Theodore Roosevelt Sr. (1831–1878) | Theodore Roosevelt Sr. (1831–1878) |                               |                               |                               |                               |  |  | James Roosevelt (1828–1900)               | James Roosevelt (1828–1900)               | James Roosevelt (1828–1900)               | James Roosevelt (1828–1900)               | James Roosevelt (1828–1900)               | James Roosevelt (1828–1900)               |  |  |                             |                             |                             |                             |                             |                             |  |  |  |  |  |  |  |  |  |  |  |  |  |  |  |  |  |  |  |  |  |  |
| Robert Roosevelt (1829–1906)    | Robert Roosevelt (1829–1906)    | Robert Roosevelt (1829–1906)    | Robert Roosevelt (1829–1906)    | Robert Roosevelt (1829–1906)    | Robert Roosevelt (1829–1906)    |  |  |                                    |                                    |                                    |                                    | Theodore Roosevelt Sr. (1831–1878) | Theodore Roosevelt Sr. (1831–1878) | Theodore Roosevelt Sr. (1831–1878) | Theodore Roosevelt Sr. (1831–1878) | Theodore Roosevelt Sr. (1831–1878) | Theodore Roosevelt Sr. (1831–1878) |                               |                               |                               |                               |  |  | James Roosevelt (1828–1900)               | James Roosevelt (1828–1900)               | James Roosevelt (1828–1900)               | James Roosevelt (1828–1900)               | James Roosevelt (1828–1900)               | James Roosevelt (1828–1900)               |  |  |                             |                             |                             |                             |                             |                             |  |  |  |  |  |  |  |  |  |  |  |  |  |  |  |  |  |  |  |  |  |  |
|                                 |                                 |                                 |                                 |                                 |                                 |  |  |                                    |                                    |                                    |                                    |                                    |                                    |                                    |                                    |                                    |                                    |                               |                               |                               |                               |  |  |                                           |                                           |                                           |                                           |                                           |                                           |  |  |                             |                             |                             |                             |                             |                             |  |  |  |  |  |  |  |  |  |  |  |  |  |  |  |  |  |  |  |  |  |  |
| Granville Fortescue (1875–1952) | Granville Fortescue (1875–1952) | Granville Fortescue (1875–1952) | Granville Fortescue (1875–1952) | Granville Fortescue (1875–1952) | Granville Fortescue (1875–1952) |  |  | Theodore Roosevelt (1858–1919)     | Theodore Roosevelt (1858–1919)     | Theodore Roosevelt (1858–1919)     | Theodore Roosevelt (1858–1919)     | Theodore Roosevelt (1858–1919)     | Theodore Roosevelt (1858–1919)     |                                    |                                    | Elliott Roosevelt (1860–1894)      | Elliott Roosevelt (1860–1894)      | Elliott Roosevelt (1860–1894) | Elliott Roosevelt (1860–1894) | Elliott Roosevelt (1860–1894) | Elliott Roosevelt (1860–1894) |  |  |                                           |                                           |                                           |                                           |                                           |                                           |  |  |                             |                             |                             |                             |                             |                             |  |  |  |  |  |  |  |  |  |  |  |  |  |  |  |  |  |  |  |  |  |  |
| Granville Fortescue (1875–1952) | Granville Fortescue (1875–1952) | Granville Fortescue (1875–1952) | Granville Fortescue (1875–1952) | Granville Fortescue (1875–1952) | Granville Fortescue (1875–1952) |  |  | Theodore Roosevelt (1858–1919)     | Theodore Roosevelt (1858–1919)     | Theodore Roosevelt (1858–1919)     | Theodore Roosevelt (1858–1919)     | Theodore Roosevelt (1858–1919)     | Theodore Roosevelt (1858–1919)     |                                    |                                    | Elliott Roosevelt (1860–1894)      | Elliott Roosevelt (1860–1894)      | Elliott Roosevelt (1860–1894) | Elliott Roosevelt (1860–1894) | Elliott Roosevelt (1860–1894) | Elliott Roosevelt (1860–1894) |  |  |                                           |                                           |                                           |                                           |                                           |                                           |  |  |                             |                             |                             |                             |                             |                             |  |  |  |  |  |  |  |  |  |  |  |  |  |  |  |  |  |  |  |  |  |  |
|                                 |                                 |                                 |                                 |                                 |                                 |  |  |                                    |                                    |                                    |                                    |                                    |                                    |                                    |                                    |                                    |                                    |                               |                               |                               |                               |  |  |                                           |                                           |                                           |                                           |                                           |                                           |  |  |                             |                             |                             |                             |                             |                             |  |  |  |  |  |  |  |  |  |  |  |  |  |  |  |  |  |  |  |  |  |  |
| Quentin Roosevelt (1897–1918)   | Quentin Roosevelt (1897–1918)   | Quentin Roosevelt (1897–1918)   | Quentin Roosevelt (1897–1918)   | Quentin Roosevelt (1897–1918)   | Quentin Roosevelt (1897–1918)   |  |  | Theodore Roosevelt Jr. (1887–1944) | Theodore Roosevelt Jr. (1887–1944) | Theodore Roosevelt Jr. (1887–1944) | Theodore Roosevelt Jr. (1887–1944) | Theodore Roosevelt Jr. (1887–1944) | Theodore Roosevelt Jr. (1887–1944) |                                    |                                    | Eleanor Roosevelt (1884–1962)      | Eleanor Roosevelt (1884–1962)      | Eleanor Roosevelt (1884–1962) | Eleanor Roosevelt (1884–1962) | Eleanor Roosevelt (1884–1962) | Eleanor Roosevelt (1884–1962) |  |  | Franklin Delano Roosevelt (1882–1945)     | Franklin Delano Roosevelt (1882–1945)     | Franklin Delano Roosevelt (1882–1945)     | Franklin Delano Roosevelt (1882–1945)     | Franklin Delano Roosevelt (1882–1945)     | Franklin Delano Roosevelt (1882–1945)     |  |  | James Roosevelt (1854–1927) | James Roosevelt (1854–1927) | James Roosevelt (1854–1927) | James Roosevelt (1854–1927) | James Roosevelt (1854–1927) | James Roosevelt (1854–1927) |  |  |  |  |  |  |  |  |  |  |  |  |  |  |  |  |  |  |  |  |  |  |
| Quentin Roosevelt (1897–1918)   | Quentin Roosevelt (1897–1918)   | Quentin Roosevelt (1897–1918)   | Quentin Roosevelt (1897–1918)   | Quentin Roosevelt (1897–1918)   | Quentin Roosevelt (1897–1918)   |  |  | Theodore Roosevelt Jr. (1887–1944) | Theodore Roosevelt Jr. (1887–1944) | Theodore Roosevelt Jr. (1887–1944) | Theodore Roosevelt Jr. (1887–1944) | Theodore Roosevelt Jr. (1887–1944) | Theodore Roosevelt Jr. (1887–1944) |                                    |                                    | Eleanor Roosevelt (1884–1962)      | Eleanor Roosevelt (1884–1962)      | Eleanor Roosevelt (1884–1962) | Eleanor Roosevelt (1884–1962) | Eleanor Roosevelt (1884–1962) | Eleanor Roosevelt (1884–1962) |  |  | Franklin Delano Roosevelt (1882–1945)     | Franklin Delano Roosevelt (1882–1945)     | Franklin Delano Roosevelt (1882–1945)     | Franklin Delano Roosevelt (1882–1945)     | Franklin Delano Roosevelt (1882–1945)     | Franklin Delano Roosevelt (1882–1945)     |  |  | James Roosevelt (1854–1927) | James Roosevelt (1854–1927) | James Roosevelt (1854–1927) | James Roosevelt (1854–1927) | James Roosevelt (1854–1927) | James Roosevelt (1854–1927) |  |  |  |  |  |  |  |  |  |  |  |  |  |  |  |  |  |  |  |  |  |  |
|                                 |                                 |                                 |                                 |                                 |                                 |  |  |                                    |                                    |                                    |                                    |                                    |                                    |                                    |                                    |                                    |                                    |                               |                               |                               |                               |  |  |                                           |                                           |                                           |                                           |                                           |                                           |  |  |                             |                             |                             |                             |                             |                             |  |  |  |  |  |  |  |  |  |  |  |  |  |  |  |  |  |  |  |  |  |  |
|                                 |                                 |                                 |                                 |                                 |                                 |  |  |                                    |                                    |                                    |                                    |                                    |                                    |                                    |                                    |                                    |                                    |                               |                               |                               |                               |  |  |                                           |                                           |                                           |                                           |                                           |                                           |  |  |                             |                             |                             |                             |                             |                             |  |  |  |  |  |  |  |  |  |  |  |  |  |  |  |  |  |  |  |  |  |  |
|                                 |                                 |                                 |                                 |                                 |                                 |  |  | Quentin Roosevelt II (1919–1948)   | Quentin Roosevelt II (1919–1948)   | Quentin Roosevelt II (1919–1948)   | Quentin Roosevelt II (1919–1948)   | Quentin Roosevelt II (1919–1948)   | Quentin Roosevelt II (1919–1948)   |                                    |                                    | James Roosevelt (1907–1991)        | James Roosevelt (1907–1991)        | James Roosevelt (1907–1991)   | James Roosevelt (1907–1991)   | James Roosevelt (1907–1991)   | James Roosevelt (1907–1991)   |  |  | Franklin Delano Roosevelt Jr. (1914–1988) | Franklin Delano Roosevelt Jr. (1914–1988) | Franklin Delano Roosevelt Jr. (1914–1988) | Franklin Delano Roosevelt Jr. (1914–1988) | Franklin Delano Roosevelt Jr. (1914–1988) | Franklin Delano Roosevelt Jr. (1914–1988) |  |  |                             |                             |                             |                             |                             |                             |  |  |  |  |  |  |  |  |  |  |  |  |  |  |  |  |  |  |  |  |  |  |
|                                 |                                 |                                 |                                 |                                 |                                 |  |  | Quentin Roosevelt II (1919–1948)   | Quentin Roosevelt II (1919–1948)   | Quentin Roosevelt II (1919–1948)   | Quentin Roosevelt II (1919–1948)   | Quentin Roosevelt II (1919–1948)   | Quentin Roosevelt II (1919–1948)   |                                    |                                    | James Roosevelt (1907–1991)        | James Roosevelt (1907–1991)        | James Roosevelt (1907–1991)   | James Roosevelt (1907–1991)   | James Roosevelt (1907–1991)   | James Roosevelt (1907–1991)   |  |  | Franklin Delano Roosevelt Jr. (1914–1988) | Franklin Delano Roosevelt Jr. (1914–1988) | Franklin Delano Roosevelt Jr. (1914–1988) | Franklin Delano Roosevelt Jr. (1914–1988) | Franklin Delano Roosevelt Jr. (1914–1988) | Franklin Delano Roosevelt Jr. (1914–1988) |  |  |                             |                             |                             |                             |                             |                             |  |  |  |  |  |  |  |  |  |  |  |  |  |  |  |  |  |  |  |  |  |  |
|                                 |                                 |                                 |                                 |                                 |                                 |  |  | Anna Curtenius Roosevelt (1946–)   | Anna Curtenius Roosevelt (1946–)   | Anna Curtenius Roosevelt (1946–)   | Anna Curtenius Roosevelt (1946–)   | Anna Curtenius Roosevelt (1946–)   | Anna Curtenius Roosevelt (1946–)   |                                    |                                    | James Roosevelt III (1945–)        | James Roosevelt III (1945–)        | James Roosevelt III (1945–)   | James Roosevelt III (1945–)   | James Roosevelt III (1945–)   | James Roosevelt III (1945–)   |  |  | Franklin D. Roosevelt III (1938–)         | Franklin D. Roosevelt III (1938–)         | Franklin D. Roosevelt III (1938–)         | Franklin D. Roosevelt III (1938–)         | Franklin D. Roosevelt III (1938–)         | Franklin D. Roosevelt III (1938–)         |  |  |                             |                             |                             |                             |                             |                             |  |  |  |  |  |  |  |  |  |  |  |  |  |  |  |  |  |  |  |  |  |  |